# Kovács Bálint
Kovács Bálint (Budapest, 1987. június 25. – ) magyar író, Junior Prima-díjas újságíró, a HVG munkatársa.

## Élete
A budapesti Németh László Gimnáziumban érettségizett 2006-ban, majd 2007-ben elvégezte a Magyar Újságírók Országos Szövetsége Bálint György Újságíróakadémiáját. Diplomát a Budapesti Corvinus Egyetem szociológia szakán szerzett 2011-ben.
2007-től 2015-ig a Magyar Narancs kulturális újságírója, valamint Magyar Újságírók Országos Szövetsége médiaszakmai portálja, az eMasa újságírója és szerkesztője volt. 2012-től dolgozott az Origo külső újságírójaként, majd 2015-től 2016-ig munkatársaként. Miután az Origo kormányközeli tulajdonoshoz került, felmondott, és az Index.hu kultúra rovatába igazolt. 2020-ig dolgozott a portálnál, ám amikor a lap igazgatóságának elnöke kirúgta az Index főszerkesztőjét, amit a szerkesztőség nyomásgyakorlásként értékelt, a portál szinte minden munkatársával együtt felmondott.
2020 óta a HVG kultúra rovatának munkatársa.
Pályafutása alatt jelentek meg cikkei többek közt a Színház folyóiratban, az Ellenfényben, a Filmvilágban, a Filmkultúrán, a Spiritusz Gyermekszínházi Portálon, a Criticai Lapokban, az Élet és Irodalomban, a Revizoron, a magyar.film.hu-n és a KönyvesBlogon. Egyfelvonás címen az Origo portálon működött színházkritika blogja.
Első könyve, a Puszild meg – Szexuális zaklatás, a #metoo jelenség és ami mögötte van című riportkötet 2018-ban jelent meg a Bookline Könyvek kiadásában.
Első szépirodalmi kötete, a Lehetne, hogy csak aludjunk? című novelláskötet a Kalligram Könyvkiadónál jelent meg 2021-ben. Első regénye Vágták volna le címen 2023 szeptemberében jelenik meg.
2022 óta a Színházi Kritikusok Céhe társelnöke Puskás Panni író, színikritikussal együtt.
Novellái az Élet és Irodalomban, valamint a Kalligramban jelentek meg.

## Művei

### Tényirodalom
- Puszild meg – Szexuális zaklatás, a #metoo jelenség és ami mögötte van, Bookline Könyvek, 2018

### Szépirodalom
- Lehetne, hogy csak aludjunk? (novellák), Kalligram, 2021
- Vágták volna le (regény), Kalligram, 2023

## Díjai
- Dr. Szegő Tamás-díj (2010, 2016, 2017)
- Média a Tehetségekért-díj (2015)
- Junior Prima díj (2016)